# كايل جاكوبس (ملحن)
كايل جاكوبس (بالإنجليزية: Kyle Jacobs)‏ هو كاتب أغاني وملحن ومغن مؤلف أمريكي، ولد في 1973.

## وصلات خارجية
- كايل جاكوبس على موقع IMDb (الإنجليزية)
- كايل جاكوبس على موقع ميوزك برينز (الإنجليزية)
- كايل جاكوبس على موقع أول ميوزيك (الإنجليزية)
- كايل جاكوبس على موقع ديسكوغز (الإنجليزية)